# Brøndby Stadion
Brøndby Stadion (også kendt som Vilfort Park), beliggende i bydelen Brøndbyvester i Brøndby Kommune, er Danmarks næststørste fodboldstadion. Det blev oprindelig anlagt i 1965 uden tribuner, og efter en omfattende ombygning i 2000 fik det en kapacitet på 31.500 tilskuere, heraf 19.700 siddepladser. Løbende justeringer af tilskuerfaciliteterne har sidenhen medført, at der i dag er en totalkapacitet på 28.000 tilskuere, hvoraf 23.400 er siddepladser. Fodboldklubben Brøndby IF afvikler sine hjemmebanekampe på Brøndby Stadion. Tilskuerrekorden stammer fra den 18. juni 2003 mod F.C. København og lyder på 31.508 tilskuere.
I forbindelse med større Europa League og Champions League-kampe etableres der, i overensstemmelse med UEFA's regulativer, sæder på sydtribunen, hvilket indebærer, at den samlede kapacitet reduceres til cirka 26.000.

## Historie

### Fra tanke til virkeliggørelse (-1965)
Idéen om at anlægge et centralt kommunalt idrætsanlæg blev fremlagt af daværende borgmester J. C. Jensen i 1945, men dengang kunne kommunens idrætsforeninger ikke nå til enighed omkring et fælles stadion.
Da det i 1950'erne kom på tale at sammenlægge kommunens tre store idrætsforeninger, tyder meget på, at sammenlægningstankerne blev fostret på politiker- og ledelsesplan. Med kun én klub ville man kunne opnå en mere rationel udnyttelse af et kommende Brøndby Stadion. Idéen mødte opbakning i Brøndbyøster Idrætsforening, og ved generalforsamlingen i 1962 gik et flertal ind for at sammenlægge Brøndbyvester og Brøndby Strand Idrætsforeninger. Brøndby Strand afviste forslaget med det samme, mens der i Brøndbyvester skulle en afstemning til. Denne endte med et klart flertal imod.

Der skulle dog ikke gå mange år, før det igen kom på dagsordenen at sammenlægge Brøndbyøster og Brøndbyvester idrætsforeninger. Stordriftsfordele var et af hovedargumenterne for at tilknytte de to foreninger til et kommende kommunalt stadion, og borgmester i 1966-2005 og formand i Brøndbyernes IF i 1971-72, Kjeld Rasmussen, har siden udtalt, at han og Brøndbys daværende borgmester fik bygget stadion under forudsætning af, at de to klubber sluttede sig sammen.
| Citat           | Jo tættere man kom på færdiggørelsen af Brøndby Stadion, desto større blev opbakningen til en stor forening. Fortalerne så åbenlyse fordele ved en sammenlægning, der ville betyde, at ledere og sportsudøvere fik bedre fysiske rammer at dyrke idræt under, og endelig ville det gavne såvel bredden som toppen, at kræfterne blev samlet i én klub. Endelig blev det fremført, at man ved en sammenlægning ville undgå en indbyrdes konkurrence specielt på tilskudsområdet | Citat |
| Kjeld Rasmussen | |       |

På et møde den 3. december 1964 blev det endeligt vedtaget at lægge Brøndbyøster og Brøndbyvester idrætsforeninger sammen under navnet Brøndbyernes Idrætsforening.

### Det oprindelige stadion (1965-1979)
Da Brøndby Stadion stod færdigt i foråret 1965, bestod området af en opvisningsbane omkranset af et tilskuerhegn, fire træningsbaner og en grusbane med lysanlæg. Uden om opvisningsbanen var der en løbebane, og bag det ene mål var etableret forskellige atletikfaciliteter. Desuden var der opført en omklædningsbygning med fire rum, hvor der var bade- og toiletfaciliteter.
Da banen på stadion endelig kunne tages i brug i sensommeren 1965, var der problemer med at få græsset til at gro, hvorfor den officielle indvielse først fandt sted den 31. juli 1966.
I de følgende år udvikledes området omkring Brøndby Stadion løbende; i 1969-70 anlagde kommunen træningsbaner på arealet syd for stadionområdet ned mod Holbækmotorvejen, og i 1972-74 kom der også fodboldbaner syd for denne.
Forholdene omkring opvisningsbanen blev ligeledes forbedret; i 1966 blev der sat to tælleapparater op ved indgangen til stadion, og i 1969 fik foreningen foræret et halvlegsur af den lokale urmager Bent Henriksen fra Brøndbyøster Torv. I 1973 bevilgede kommunen kr. 20.000 til at opsætte et moderne højtaleranlæg bestående af fire foldehornhøjtalere monteret på fire meter høje stålmaster.

### Tribunerne kommer til (1979-1999)
I takt med at Brøndby IF rykkede op gennem rækkerne, opstod der behov for et mere tidssvarende stadion. I 1975 gav kommunen lov til at forbedre tilskuerfaciliteterne ved at anlægge to flisetrin rundt om løbebanen. Dette skete på trods af at klubben havde ønsket en overdækket tribune.
Først med oprykningen til 2. division i 1977 besluttede Brøndby Kommune, at der skulle opføres en overdækket tribune. Byggeriet til 4 millioner kroner begyndte i sommeren 1978, og i begyndelsen af 1979 var den nye tribune klar til brug. Tribunen, der bestod af 1335 siddepladser, en speakerboks, pressepladser og et tv-plateau, var blevet placeret på langsiden ud mod Gildhøjskolen. Under tribunen var der indrettet fire omklædningsrum, en kiosk, et kontor, toiletter, et depotrum samt klublokale til Brøndby Atletikklub. I foråret 1980 satte kommunen endvidere det første lysanlæg op med en lysstyrke på 4 x 24 kW. Med den nye tribune kom tilskuerkapaciteten op på i alt 5.000.
Borgmester Kjeld Rasmussen proklamerede i forbindelse med klubbens oprykning til 1. division i efteråret 1981, at det nu var på tide at få en overdækket tribune. Op til sæsonen 1982 blev der opført en ny ståpladstribune over for den eksisterende tribune, der bestod af 13 betontrin i hele banens længde under åben himmel. Stadionkapaciteten blev forøget med 5.000 pladser, hvilket bragte den samlede kapacitet op på 10.000 tilskuere.
Efter at have etableret sig i toppen af dansk klubfodbold i løbet af 1980'erne opnåede klubben et foreløbigt sportsligt højdepunkt ved at nå semifinalen i UEFA-cuppen i 1991. Brøndby Stadion var på daværende tidspunkt ikke gearet til at afvikle en kamp på så højt et niveau, men blandt andet ved at opstille midlertidige endetribuner lykkedes det klubben at få dispensation fra UEFA til at afvikle kampen. Dermed fik man stadionkapaciteten op på 15.000 tilskuere, og klubben overgik endda sig selv til semifinalen, hvor der blev sørget for plads til helt op til 17.000-18.000 tilskuere. I sammen periode havde man budt ind på at få Danmarks nye nationalstadion, hvor man havde projekteret et "Stadion Danmark"', med plads til 60.000 tilskuere.
I takt med de gode resultater var tilskuerinteressen vokset så markant, at det blev nødvendigt at flytte de største kampe til Københavns Idrætspark. Dette var ingen tilfredsstillende løsning for hverken klub, fans eller sponsorere. Derfor besluttede bestyrelsen at arbejde på at udvide Brøndby Stadion.
Første skridt blev taget i 1990, hvor langsiden modsat hovedtribunen blev overdækket og udbygget med otte rækker med i alt 3.500 siddepladser, samt 10.500 ståpladser. Samme år blev hovedtribunen, efter udenlandsk forbillede, udbygget med en sponsorlounge med panoramavinduer ud mod banen. Mens kommunen havde betalt for den overdækkede langsidetribune, var det klubben selv, der finansierede byggeriet af sponsorloungen.
På trods af de forbedrede tilskuerfaciliteter levede stadion fortsat ikke op til UEFA's krav, og klubben ønskede at opføre permanente ståtribuner bag begge mål. Da dette ville medføre, at løbebanen måtte sløjfes, og at atletikklubben skulle kompenseres med en ny atletikbane andetsteds, valgte kommunen at afvise Brøndby IF's ansøgning om at udvide stadion yderligere. Dette fik klubben til at se sig om efter andre byer, hvor den kunne afvikle sine store internationale kampe, hvilket fik kommunen til at tilbyde at sælge stadion til fodboldklubben og dermed få penge til at opføre et atletikstadion. Bestyrelsen i Brøndby IF var imidlertid kun interesseret i at købe jordarealerne bag målene. Klubben havde tilbudt selv at betale for opførelsen af endetribunerne, men for at kunne gøre det måtte banen udvides både i bredden og længden.
I 1991 besluttede kommunalbestyrelsen at Brøndby IF alene skulle have brugsretten til stadion. Dermed var vejen banet for at omdanne Brøndby Stadion til et rigtigt fodboldstadion. I december 1991 gik entreprenøren i gang med at fjerne løbebanen, og i foråret 1992 stod det udvidede Brøndby Stadion færdigt: Fire overdækkede tribuner med plads til samlet knap 21.000 tilskuere., herunder blev Faxe-tribunen taget i brug første gang den 29. marts 1992. Med de 1.335 siddepladser på hovedtribunen og yderligere 3.000 nye siddepladser på den nederste del af den modsatte langside kom man op på over 6.000 siddepladser.

### Den store udvidelse (1999-2000)
På trods af adskillige udvidelser og forbedringer igennem årene ville Brøndby Stadion stadig ikke opnå en acceptabel kapacitet til internationale kampe, og klubben var derfor nødsaget til at leje sig ind i Parken på Østerbro til store kampe i UEFA-regi. Dette medførte såvel økonomiske som prestigemæssige tab, og bestyrelsen arbejdede derfor videre med planer om at udvide stadion yderligere.
Første skridt var at indlede forhandlinger med Brøndby Kommune med henblik på at overtage stadion, og resultatet blev, at Brøndby IF A/S købte Brøndby Stadion for 23,5 millioner kroner i 1998.
Herfra skulle der fratrækkes 16 millioner kroner for de to endetribuner og sponsorloungen, som klubben selv havde opført, så det endelige beløb blev på 7,3 millioner kroner.
Overtagelsen fandt sted den 1. januar 1999, hvorefter den største udbygning af stadion kunne gå i gang; en sammenhængende øvre tribunekrans støttet af i alt 32 betontrappetårne og et nyt tag båret af i alt 32 hver 25 meter høje jernkonstruktioner skulle sammen med de eksisterende nedre tribuner bringe den samlede tilskuerkapacitet op på over 30.000 til europæiske kampe og 33.000 til hjemlige kampe. Den samlede pris for udvidelsen blev 270 millioner kroner, 40 millioner mere end budgetteret. Ud over det nye øvre tribuneafsnit blev den gamle hovedtribune udvidet med en overbygning. Ikke mindst blev sponsor- og loungeområderne udvidet betragteligt, og ud mod p-pladsen opførtes en ny treetagers tilbygning med administrationslokaler, pressefaciliteter, storkøkken og loungeområder med plads til godt 3.000 mennesker. I stueetagen blev der indrettet en lobby, et fitnesslokale til spillerne og en fanshop.
Den nye tribunekrans gjorde hjørnerne af stadion delvis lukkede, og mellem de nedre og øvre tribuner indrettedes toiletter og salgsboder. Den nye øvre tribune indebar 13.600 nye siddepladser, hvilket øgede den samlede kapacitet til 31.500 tilskuere. Til internationale kampe var kapaciteten begrænset til 26.500 tilskuere. Hele ombygningen blev udført sideløbende med, at klubben afholdt alle sine hjemmekampe i byggeperioden, og de oprindelige omklædningsrum under den bevarede hovedtribune fra 1978 blev bibeholdt.
Det nye stadion holdt officiel åbning den 22. oktober 2000, med en revanchekamp mellem Skagen IK og Brøndby IF årgang 1989. Stadion var imidlertid først helt færdigt i 2001. Ombygningen gjorde også at Brøndby Stadion var en del af de nordiske landes EM-ansøgning til EURO 2008.

### Tilføjelser og forbedringer (2000-)
Den samlede pris for den store udvidelse af stadion blev 30-40 mio. kr. højere end budgetteret. En del større og mindre tilføjelser og forbedringer af publikumsfaciliteterne blev derfor udskudt og sidenhen løbende udført.
Først og fremmest var der ikke blevet råd til nye tælleapparater, og et nyt, moderne adgangssystem installeredes først i 2003, ligesom måltavlerne til at starte med ikke levede op til DBU's krav. De traditionelle udskiftningsbænke måtte tillige blive stående nogle år, før de i 2005 blev erstattet af nedsænkede bokse.
De nye blå sæder lod vente på sig på de nedre tribuner; for det første blev de gamle, nedslidte sæder bibeholdt på de to oprindelige langsidetribuner, som dermed i de første år efter ombygningen fremstod med grå, røde, gule og lyseblå sæder. For det andet ventede man med at montere sæder på den udvidede del af den gamle hovedtribune og den nordlige endetribunes nedre afsnit. Dog tilføjedes der relativt hurtigt en ekstra ”række 34” hele vejen rundt øverst oppe foran glaspartierne.[kilde mangler]
Med nye mørkeblå sæder påmonteret på de førnævnte områder kom man i 2003 op på samlet 23.400 siddepladser. Den samlede kapacitet justeredes dermed til 29.000, mens der til internationale kampe nu var plads til 26.144. Til internationale kampe ville de sidste ståpladser på sydsiden blive omdannet til cirka 2.600 siddepladser.
På trods af de mange forsinkede forbedringer var der ved ombygningen i 2000 allerede forbedrede faciliteter for kørestolsbrugere, eftersom en platform med en elevator installeredes i den sydlige ende af østtribunen.
I 2006-07 udbyggedes Loxam-tribunen endvidere bagtil med en sponsorlounge, lokaler til Brøndby Gymnasium, et offentligt fitnesscenter, produktionskøkken og sportsbaren 1964. Derudover forbedredes tilskuerforholdene med seks nye multiboder og tre nye trappenedgange inde under den nedre langsidetribune. To nye storskærme opsattes også i denne periode. Den samlede pris for projektet var på 90 millioner kroner.
Storsponsoren Jesper Nielsen sørgede i 2008 for, at Brøndby Stadion blev udsmykket med store gule oplyste bogstaver med stadionnavnet påmonteret mellem taget og den øverste tilskuerrække på tre af tribunerne. Derudover blev hver endegavl prydet med fire store billeder, der viste Brøndbyspillere og –fans i forskellige situationer.
I vinterpausen i 2017-18 blev hullet på Sydsiden lukket, sådan at der kom 75 siddepladser og 150 ståpladser ekstra på stadion. Ombygningen blev betalt at klubbens fans, gennem Brøndby Support og andre uofficielle fangrupper, og gennem en såkaldt "fanpulje", der opstod som følge af salg af blandt andet sæsonkort og merchandise. Samlet set kostede ombygningen 450.000 kr., hvoraf fanpuljen stod for de 270.000. I sommeren 2018 blev lyset forbedret, da nye lamper med højere LUX-tal, produceret i Kina, blev installeret.

## Bane 2
I tilknytning til stadion, ligger der en bane der bruges til træningskampe, ungdomskampe og kampe i Gjensidige Kvindeligaen. Den benævnes i dagligt tale Bane 2.

## Banen
Efter at den oprindelige opvisningsbane var taget i brug i 1965, viste det sig, at den ikke var drænet ordentligt, og kommunen måtte forbyde al boldspil frem til sommerpausen. På grund af for få træningsbaner blev græsset på opvisningsbanen hurtigt slidt, og i 1971 var banen fyldt med så mange huller, at en omlægning af græstæppet var påkrævet.
Med alle fire tribuner opført i 1992 kunne banen blive udvidet og omlagt, hvilket skete i 1996. Ved samme lejlighed blev der lagt varmerør og et nyt, specialiseret vandingsanlæg under det nye græstæppe. Foruden den forbedrede bane blev der sat nye projektører op på taget af de to langsidetribuner, så lysanlægget levede op til de internationale krav.
Den nuværende bane måler 105 x 68 meter. Den blev lagt i 1997 og var primo 2015 således fire gange så gammel som den fire år gamle grønsvær på Blue Water Arena i Esbjerg, der er den næstældste bane i Superligaen. Især i efteråret 2014 var græsset på Brøndby Stadion ifølge spillere og trænere så elendigt, at spillestilen måtte lægges om fra det mere tekniske spil til en mere fysisk spillestil.
| „ | Stadionbanen har været et problem i efteråret 2014. Det er klart, og det har været et problem for vores brand, image og spillestil. Selvfølgelig har det været det. | “ |
|   | — Brøndby IF's sportsdirektør Per Rud (januar 2015) |   |

Forklaringen på banens dårlige stand var angiveligt dens alder, og at Brøndby Kommune havde ansvaret for banerne på og omkring Brøndby Stadion indtil ultimo 2013. Ifølge Per Rud ville han dog ikke rette skytset mod kommunen og forklarede, at der var forskel på at drive en bane som en breddefodboldklub eller som en elitefodboldklub. Ultimo 2014 besluttede klubben at forbedre banen i en tretrinsløsning, hvor første skridt var at fylde banen med vulkanstøv og at sætte CO2-telte op for at forbedre væksten. Andet skridt var at forbedre drænet fra banen, så vandet kunne komme væk, og det tredje skridt var at lægge banen helt om. Sidstnævnte ville der dog først blive tid til i 2016, hvor både græsset og jorden under banen ville blive lagt om.
I marts 2015 kom det frem, at banen alligevel skulle renoveres i sommeren 2015, hvor der skulle graves ned til dræn- og varmerørene, så banen fremover kunne dræne ordentligt. Ifølge direktør Jesper Jørgensen ville der blive tale om en græsbane.
Den 13. april 2015 offentliggjorde Brøndby I.F., at der fra hjemmekampen den følgende søndag kunne spilles fodbold på en nylagt græsplæne på Brøndby Stadion og ikke som tidligere planlagt efter sæsonen. Man havde valgt en løsning til 1-2 mio. kr. med rullegræs fra Holland, der skulle udgøre en midlertidig plæne, inden en større renovering gennemførtes i oktober.
Både efteråret 2020 og foråret 2021 blev banen kåret til 3F Superligaens bedste. I sommeren 2021 skulle græstæppet udskiftes, og det blev i den anledning muligt for fans at afhente ruller af grønsværen og lægge det i sin egen have.

## Tribuner
Stadionet er blandt Brøndby IF's tilhængere kendt som Vilfort Park opkaldt efter den tidligere fodboldspiller Kim Vilfort. Den tidligere midtbanespiller Kim Vilfort betegnes af mange som den største Brøndby-spiller gennem tiden, og han er uhyre populær iblandt Brøndbys mange fans. På Sydsiden findes der også et stort graffiti maleri af netop Kim Vilfort. Udover at lægge navn til det legendariske stadionkælenavn, så har Brøndby-fans også opkaldt en hjemmeside efter Vilfort, og han har også været at finde på både merchandise og bannere på stadion igennem tiderne.

### Sydsiden
Sydsiden blev indviet som ny endetribune den 29. marts 1992 til en kamp mod Lyngby BK grundet den stigende interesse i at se Brøndby IF's kampe. I starten sad de fleste ned på tribunen, men flere af de unge opfordrede resten af fansene på tribunen til at rejse sig op, da de mente, at det var nemmere at synge stående, hvilket udviklede sig til at mantraet "syng eller skrid". Det blev fra starten stedet, hvor Brøndby IF's "mest medlevende fans" stod, når holdet spillede hjemmebanekampe.
Sydsiden har også været med til at gøre Fenerbahçe-hilsenen kendt i Danmark, og det var faktisk Brian Steen Nielsens skifte til netop Fenerbahçe SK, der banede vejen for dette. Et samarbejde mellem Mogens Krogh og Brøndby Support gjorde at denne hilsen fik sit fodfæste i Brøndby IF.

#### Navne og fakta
Sydsiden hed indtil 2011 Faxe-tribunen, men betegnedes også dengang Sydsiden. Den nedre del af endetribunen havde oprindelig en kapacitet på 5.600 stående tilskuere og er det eneste tilbageværende ståafsnit på Brøndby Stadion. Den skiftede til sit nuværende navn i forbindelse med Brøndby IF's sponsoraftale med Carlsberg. Navnet Faxe-tribunen hang sammen med sponsoren Royal Unibrew, hvis sponsoraftale udløb ved udgangen af 2010. En arbejdsgruppe blev nedsat, som valgte Sydsiden som nyt tribunenavn i januar 2011. I 2018 blev hullet i midten af tribunen delvist lukket, efter ønske fra fansene.

#### Fanzone
I 2018 blev der bag Sydsiden etableret en permanent Fanzone til tilskuere og fans til brug før, under og efter kampene.[kilde mangler] Fanzonen er den første af sin slags i Norden.[kilde mangler]

### Stavnskær Elektrik-tribunen
Stavnskær Elektrik-tribunen (Nord) hed oprindelig OBS!-tribunen. Den nedre del af denne endetribune blev opført i 1992 som ståtribune og er blandt fans kendt som Pølseenden pga. den tidligere tribunesponsor Steff-Houlberg. Udebaneholdenes tilhængere placeres i et afsnit på denne tribune, som regel i den østlige ende, og er adskilt fra de øvrige tilskuere.

### 3F-tribunen
3F-tribunen (Vest) hed oprindeligt Frisko-tribunen, senere også SAS-tribunen og Apollo-tribunen. Den oprindelige del af tribunen stod færdig i 1979 som stadionets første tribune og er blevet bevaret i forbindelse med den store udvidelse 1999-2000. Tribunen skiftede i 2011 navn fra SAS-tribunen til Apollo-tribunen og igen i 2015 fra Apollo-tribunen til Carlsberg-tribunen.

### GSV-tribunen
GSV-tribunen (Øst) hed tidligere Codan-tribunen, DNE-tribunen og LOXAM-tribunen. Den nedre del af tribunen blev opført i henholdsvis 1982 og 1990. Oprindelig var tribunen uden tag og fungerede som ståtribune. I dag er det stadions største tribune med samlet 34 rækker. Der blev i 2006 etableret et større tilbygning bag tribunen med sponsorfaciliteter, sportsbar og Brøndby Gymnasium. Brøndby Gymnasiums lokaler på Brøndby Stadions GSV-tribune blev indviet den 8. januar 2007. I april 2018 åbnede en ny lounge til familier med børn.[kilde mangler]

### Tilskuere
Antal tilskuere gennemsnitligt pr. sæson i Superligaen
| Sæson   | Gennemsnit | +/-    |
| ------- | ---------- | ------ |
| 1991    | 5.433      |        |
| 1991-92 | 5.983      | 10,1%  |
| 1992-93 | 7.166      | 19,8%  |
| 1993-94 | 7.152      | -0,2%  |
| 1994-95 | 10.124     | 41,6%  |
| 1995-96 | 11.046     | 9,1%   |
| 1996-97 | 12.058     | 9,2%   |
| 1997-98 | 11.468     | -4,9%  |
| 1998-99 | 10.143     | -11,6% |
| 1999-00 | 11.023     | 8,7%   |

| Sæson   | Gennemsnit | +/-    |
| ------- | ---------- | ------ |
| 2000-01 | 13.352     | 21,1%  |
| 2001-02 | 15.168     | 13,6%  |
| 2002-03 | 14.734     | -2,9%  |
| 2003-04 | 17.525     | 18,9%  |
| 2004-05 | 18.205     | 3,9%   |
| 2005-06 | 16.077     | -11,7% |
| 2006-07 | 13.944     | -13,3% |
| 2007-08 | 16.069     | 15,2%  |
| 2008-09 | 16.908     | 5,2%   |
| 2009-10 | 14.372     | -15,0% |

| Sæson   | Gennemsnit | +/-     |
| ------- | ---------- | ------- |
| 2011-12 | 12.600     | -1,9%   |
| 2012-13 | 9.166      | -27,3%  |
| 2013-14 | 15.931     | 73,8%   |
| 2014-15 | 15.143     | -4,9%   |
| 2015-16 | 12.782     | -15,6%  |
| 2016-17 | 12.792     | 0,1%    |
| 2017-18 | 15.688     | 22,6 %  |
| 2018-19 | 13.887     | -12,5 % |
| 2019-20 | -          |         |
| TOTAL   | 12.875     |         |

Tilskuerrekorden på Brøndby Stadion blev sat den 18. juni 2003 i 2002-03-sæsonen i en kamp mod F.C. København, som Brøndby IF tabte 0-1 på mål af Hjalte Bo Nørregaard. Danmarks A-landskamp mod Mexico den 9. juni 2018 blev overværet af 16.376 tilskuere, som er rekorden i en A-landsholdskamp på Brøndby Stadion.

## Mindeværdige kampe

### Landskampe
Brøndby Stadion har seks gange været hjemmebane for det danske landshold. Derudover har der været spillet U/17-, U/19-, U/21-landskampe, samt én ligalandsholdskamp. Listen nedenfor viser alle A-landskampe, samt et udvalg af andre landskampe spillet på Brøndby Stadion, herunder venskabskampe og uofficielle landskampe.
| Dato               | Hjemmehold   | Res. | Udehold           | Turnering                                                | Tilskuere | Kilde         |
| ------------------ | ------------ | ---- | ----------------- | -------------------------------------------------------- | --------- | ------------- |
| 14. oktober 1980   | Danmark U/21 | 2–1  | Sverige U/21      | Kvalifikation til U/21 Europamesterskabet i fodbold 1982 | 250       | [ 70 ]        |
| 11. september 1982 | Danmark U/19 | 2–0  | Vesttyskland U/19 | Venskabskamp                                             | 250       | [ 71 ]        |
| 5. maj 1984        | Danmark U/19 | 0–1  | Østtyskland U/19  | Venskabskamp                                             | 300       | [ 72 ]        |
| 19. november 1986  | Danmark U/17 | 3–0  | Cypern U/17       | Kvalifikation til U/16 Europamesterskabet i fodbold 1987 | 700       | [ 73 ]        |
| 3. juni 1992       | Danmark      | 1–1  | SNG               | Venskabskamp                                             | 5.339     | [ 74 ]        |
| 6. marts 2002      | Danmark Liga | 0–1  | Norge Liga        | Uofficiel kamp                                           | N/A       | [ 75 ]        |
| 1. september 2006  | Danmark      | 4–2  | Portugal          | Venskabskamp                                             | 13.186    | [ 76 ]        |
| 19. november 2008  | Danmark      | 0–1  | Wales             | Venskabskamp                                             | 10.271    | [ 77 ]        |
| 12. august 2009    | Danmark      | 1–2  | Chile             | Venskabskamp                                             | 8.700     | [ 78 ]        |
| 14. august 2013    | Chile        | 6-0  | Irak              | Venskabskamp                                             | 7.000     | [ 79 ] [ 80 ] |
| 6. juni 2017       | Danmark      | 1–1  | Tyskland          | Venskabskamp                                             | 15.488    | [ 81 ]        |
| 22. marts 2018     | Danmark      | 1-0  | Panama            | Venskabskamp                                             | 11.150    | [ 82 ]        |
| 9. juni 2018       | Danmark      | 2-0  | Mexico            | Venskabskamp                                             | 16.376    | [ 83 ]        |

### Øvrige kampe
Listen nedenfor viser et udvalg af mindeværdige kampe spillet på Brøndby Stadion.
| Dato               | Hjemmehold | Res.           | Udehold         | Turnering                           | Tilskuere | Kilde         |
| ------------------ | ---------- | -------------- | --------------- | ----------------------------------- | --------- | ------------- |
| 17. september 1986 | Brøndby IF | 4–1            | Honved Budapest | Europacuppen for mesterhold 1986-87 | 6.438     | [ 84 ] [ 85 ] |
| 10. april 1991     | Brøndby IF | 0-0            | AS Roma         | UEFA Cup 1990-91                    | 18.000    | [ 86 ]        |
| 18. juni 2003      | Brøndby IF | 0-1            | FC København    | Superligaen 2002-03                 | 31.508    | [ 87 ]        |
| 27. november 2003  | Brøndby IF | 2-1 str. (3-1) | FC Schalke 04   | UEFA Cup 2003-04                    | 25.817    | [ 84 ] [ 88 ] |
| 26. februar 2004   | Brøndby IF | 0-1            | FC Barcelona    | UEFA Cup 2003-04                    | 26.031    | [ 84 ] [ 89 ] |
| 16. maj 2005       | Brøndby IF | 5-0            | FC København    | Superligaen 2004-05                 | 26.418    | [ 90 ]        |
| 20. august 2009    | Brøndby IF | 2-1            | Hertha Berlin   | UEFA Europa League 2009-10          | 12.050    | [ 84 ] [ 91 ] |
| 1. april 2013      | Brøndby IF | 3-2            | AGF             | Superligaen 2012-13                 | 0         | [ 92 ]        |
| 14. april 2013     | Brøndby IF | 0-3            | SønderjyskE     | Superligaen 2012-13                 | 0         | [ 93 ]        |
| 16. maj 2013       | Brøndby IF | 4-0            | FC Nordsjælland | Superligaen 2012-13                 | 21.186    | [ 94 ]        |
| 16. juli 2014      | Brøndby IF | 2-1            | Liverpool FC    | Træningskamp                        | 25.858    | [ 95 ] [ 96 ] |
| 7. december 2014   | Brøndby IF | 1-0            | Silkeborg I.F.  | Superligaen 2014-15                 | 19.304    | [ 97 ]        |

## Transport og parkering

### S-tog
I umiddelbar nærhed af Brøndby Stadion ligger følgende S-togsstationer:
- Brøndbyøster . Afstand: 2,7 km.[99]
- Glostrup . Afstand: 2,5 km.[100]
- Brøndby Strand . Afstand: 3,6 km.[101]

Fra Brøndbyøster Station kører der bybusser.

### Bus
Følgende af Movias buslinjer betjener Brøndby Stadion:
Fra/til Glostrup Station:
- 166 Gildhøj Centeret eller Brøndby Hallen
- 300S Ved Shell-tanken på Park Allé
- 500S Gildhøj Centeret eller Brøndby Hallen

Fra/til Brøndby Strand Station:
- 13 Brøndby Hallen eller Gildhøj-hjemmet
- 166 Brøndby Hallen
- 500S Gilhøjcenteret eller Brøndby Hallen

Fra/til Brøndbyøster Station:
- 22 Brøndby Rådhus eller Park Allé
- 13 Gildhøj Centeret eller Brøndby Hallen

Fra/til Ørestad Station:
- 500S Brøndby Hallen

### Parkering
Ifølge Brøndby IF's hjemmeside er Brøndby Stadion et af de stadioner i Danmark, der råder over flest parkeringspladser. Foruden p-pladserne ved stadion og Brøndby Hallen har kommunen blandt andet etableret 700 p-pladser nord for rådhuset og 1000 pladser syd for Holbækmotorvejen.